# Yernes (lugar)
Yernes es una entidad singular de población, con la categoría histórica de lugar, perteneciente al concejo de Yernes y Tameza, en el Principado de Asturias (España). Se enmarca dentro de la parroquia de homónima. Alberga una población de 76 habitantes (INE 2009), siendo el núcleo más poblado del concejo.
Se encuentra a una altitud de 646 m s. n. m. y a una distancia de 5 km de Villabre, capital del concejo.